# Bitka pri El Alameinu
Bitka pri El Alameinu, ali natančneje druga bitka pri El Alameinu, je pomenila pomemben preobrat v drugi svetovni vojni in je bila sploh prva velika zmaga zavezniških sil pod britanskim vodstvom nad nacistično Nemčijo. Trajala je od 23. oktobra do 3. novembra 1942. Po tej bitki si Nemci in Italijani v Severni Afriki niso več opomogli, medtem ko je za zaveznike pomenila začetek izgona sovražnika iz Afrike, do česar je prišlo pol leta kasneje, maja 1943.

## Ozadje
Prva polovica leta 1942 je bila v znamenju nemških uspehov. Z operacijami je v severni Afriki pričel Nemški afriški korpus, ki je konec 1941 izgubil vso Cirenajko. Erwin Rommel je svoje čete na novo opremil in 21. januarja 1942 začel ofenzivo. V tem času je prišlo do hudih nasprotij med nemškim in italijanskim poveljstvom: slednje ni hotelo sodelovati v nadaljnjih bitkah, dokler ne bi bil zavzet britanski otok Malta, do zavzema katerega ni nikoli prišlo. Nazadnje je Rommel osvojil Tobruk, bil dan kasneje na libijsko-egiptovski meji in napredoval proti Sueškemu kanalu, dokler ni 30. junija naletel na britansko zaporo, ki je bila zanj nepremagljiva. Obe armadi sta izčrpali svoje materialne rezerve, zato se je v zadnjih mesecih boja težišče preselilo na morje, kjer so Britanci s precej uspeha napadali italijansko-nemške konvoje. 23. oktobra je Montgomery začel bitko pri El Alameinu. Na razpolago je imel 230.000 mož in 1440 tankov, Rommel pa 80.000 vojakov in 540 tankov. Prve dni je Montgomery izgubil 600 tankov, a v naslednjih dneh je dobesedno zmlel nasprotnika. Nemci so se še naprej borili, vendar so Britanci prodrli in ujeli 10.000 Nemcev in 20.000 Italijanov, kljub temu pa je Rommel večji del sil rešil z umikom. 
Američani so poslali prek morja 35.000 vojakov, Britanci 49.000 vojakov. Šlo je za velikansko izkrcavanje, ki pa ga Nemci kljub budnosti niso opazili. To izkrcavanje je bilo po zasnovi precejšna zmešnjava. V začetku se je izkrcalo na zares strateških krajih komaj 10.000 vojakov. Zato je bilo zelo pomembno, kako se bo držalo 120.000 vojakov v severni Afriki in močna francoska mornarica. Izkrcane zavezniške armade so bile slabo izurjene, neokretne, slabo vodene in njihove operacije so bile, kakor je takrat dejal poveljnik Eisenhower, »v nasprotju z vsemi operacijami in preskrbovalnimi metodami iz učbenikov in jih bodo v celoti obsojali vsi razredi vojnih akademij naslednjih 25 let«. Tako se je tudi na afriški celini leto 1942 končalo z nemškim porazom, vendar hkrati z obupnimi napori nadaljevati vojno, ki je ni bilo več mogoče dobiti.